# Parlamentní volby v Řecku v září 2015

Rozdělení mandátů v parlamentu po volbách ze září 2015. Zleva dole: KKE, SYRIZA, PASOK-DIMAR, Potami, EK, ND, ANEL, XA

Parlamentní volby v Řecku v září 2015 se konaly 20. září a jednalo se o předčasné volby, které následovaly jen osm měsíců po předčasných volbách v lednu. Celkově šlo již o páté parlamentní volby za posledních šest let. Vítězem se opět stala Koalice radikální levice (Syriza) se 35,46 % hlasů a 145 mandáty (95 + 50 bonusových mandátů). Na druhém místě se umístila Nová demokracie (75 mandátů), poté s odstupem Zlatý úsvit (18 mandátů), Panhelénské socialistické hnutí v koalici s Demokratickou levicí (17 mandátů), Komunistická strana Řecka (15 mandátů), Řeka (11 mandátů), Nezávislí Řekové (10 mandátů) a nově byla zvolena i Centristická unie (9 mandátů).

## Předvolební situace
V lednových volbách získala skoro polovinu z 300 křesel řeckého parlamentu Koalice radikální levice a vytvořila koaliční vládu  se stranou Nezávislí Řekové, premiérem se stal Alexis Tsipras. Hlavním úkolem jeho vlády bylo vyjednávat o podmínkách nových půjček z Evropského stabilizačního mechanismu. Když se dohodl, protlačil parlamentem schválení podmínek ovšem jen za pomoci poslanců z jiných stran, protože ho nepodpořilo víc než 40 poslanců Koalice radikální levice.
Tsipras vyhodnotil tak nízkou podporu v klíčovém hlasování jako nedostatek důvěry ve svou vládu a 20. srpna odevzdal prezidentovi Prokopisu Pavlopulosovi demisi vlády. Po neúspěšných jednáních o sestavení nové vlády vyhlásil 28. srpna prezident termín nových voleb na 20. září a jmenoval na základě ústavy do čela prozatímní úřednické vlády předsedkyni nejvyššího soudu Vasiliku Thanuovou.

## Průzkumy

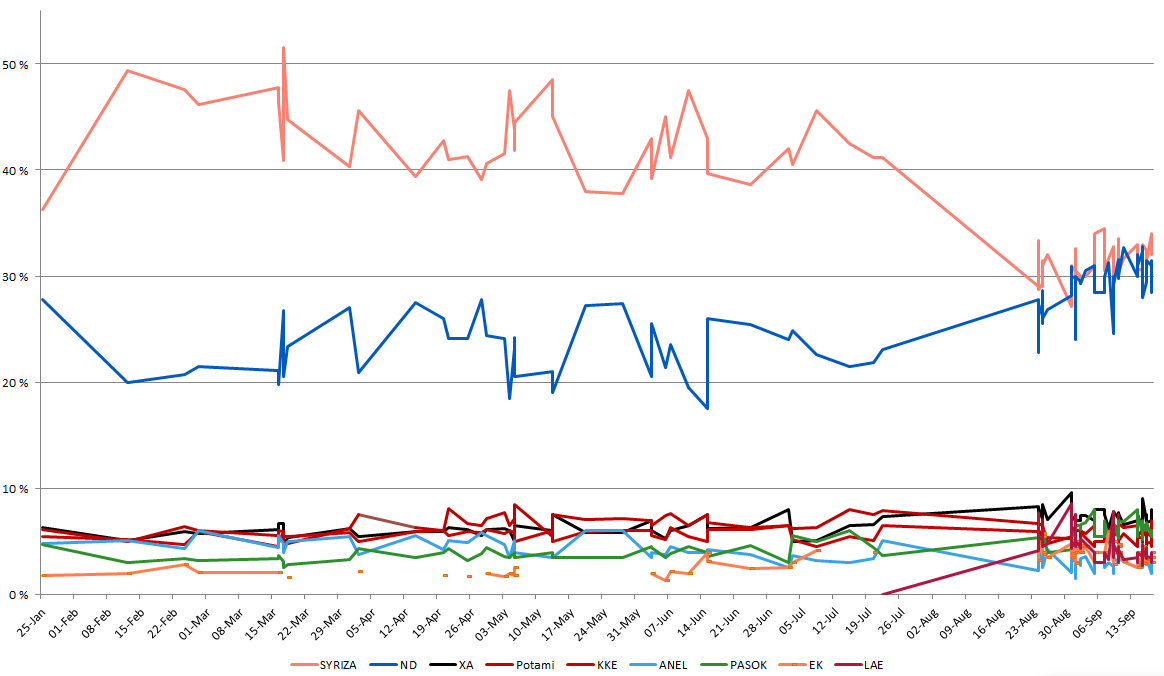
Graf vývoje podpory kandidujícím stranám z průzkumů veřejného mínění konaných mezi lednem a zářím 2015

V září byla ve většině průzkumů vítěznou stranou Syriza (se ziskem 30 až 34 % hlasů), v jejím závěsu končila opoziční Nová demokracie (se ziskem 24 až 32 % hlasů). Na třetím místě se umísťovala strana Zlatý úsvit (okolo 7,5 % hlasů), dále Komunistická strana (6,5 %), Řeka (5,5 %), PASOK (5,5 %) a jako nováčci Lidová jednota (3,5 %) odtržená od Syrizy a centristický Svaz centristů (3,5 %). Do parlamentu se dle průzkumů neměli dostat vládní Nezávislí Řekové (2 %).

### Exit polls
V exit polls sesbíraných po ukončení hlasování se stala vítěznou stranou Koalice radikální levice (Syriza). Oproti dřívějším průzkumům se do parlamentu znovu dostala strana Nezávislí Řekové a naopak neuspěli odtržení rebelové ze Syrizy ve straně Lidová jednota (LAE). Dle očekávání se do parlamentu také nově dostala strana Centristická unie (EK).
| Datum          | Agentura/Zdroj          | Syriza         | ND            | XA     | PASOK- DIMAR | KKE   | Potami | ANEL  | EK    | LAE   |       |       |
| -------------- | ----------------------- | -------------- | ------------- | ------ | ------------ | ----- | ------ | ----- | ----- | ----- | ----- | ----- |
| Datum          | Agentura/Zdroj          | 20. 9. (19:00) | Kapa Research | 33,8 % | 28,5 %       | 7,2 % | 6,9 %  | 5,8 % | 4,0 % | 3,9 % | 3,5 % | 2,9 % |
| 20. 9. (19:00) | Pamak                   | 33,0 %         | 31,0 %        | 7,0 %  | 6,0 %        | 6,0 % | 4,5 %  | 3,5 % | 3,5 % | 3,0 % |       |       |
| 20. 9. (19:00) | Metron, Alco, GPO, Marc | 32,0 %         | 30,5 %        | 7,3 %  | 6,3 %        | 6,3 % | 4,8 %  | 3,5 % | 3,7 % | 3,0 % |       |       |

## Výsledky

### Graf
| \| Výsledky voleb \| Výsledky voleb \| Výsledky voleb \| Výsledky voleb \| Výsledky voleb \| \| --------------------------------------------------------------------------------------------------------------------- \| -------------- \| -------------- \| -------------- \| -------------- \| \| strana \| \| \| \| procento hlasů \| \| SYRIZA \| SYRIZA \| \| 35,46 % \| 35,46 % \| \| ND \| ND \| \| 28,10 % \| 28,10 % \| \| XA \| XA \| \| 6,99 % \| 6,99 % \| \| PASOK-DIMAR \| PASOK-DIMAR \| \| 6,28 % \| 6,28 % \| \| KKE \| KKE \| \| 5,55 % \| 5,55 % \| \| Potami \| Potami \| \| 4,09 % \| 4,09 % \| \| ANEL \| ANEL \| \| 3,69 % \| 3,69 % \| \| EK \| EK \| \| 3,43 % \| 3,43 % \| \| LAE \| LAE \| \| 2,86 % \| 2,86 % \| \| Volební účast: 56,57 % voličů Žádná jiná strana nepřekročila ani procento hlasů. Zdroj: Řecké ministerstvo vnitra[1]. \| \| \| \| \| |             |  |         |                |
| Výsledky voleb |             |  |         |                |
| strana |             |  |         | procento hlasů |
| SYRIZA | SYRIZA      |  | 35,46 % | 35,46 %        |
| ND | ND          |  | 28,10 % | 28,10 %        |
| XA | XA          |  | 6,99 %  | 6,99 %         |
| PASOK-DIMAR | PASOK-DIMAR |  | 6,28 %  | 6,28 %         |
| KKE | KKE         |  | 5,55 %  | 5,55 %         |
| Potami | Potami      |  | 4,09 %  | 4,09 %         |
| ANEL | ANEL        |  | 3,69 %  | 3,69 %         |
| EK | EK          |  | 3,43 %  | 3,43 %         |
| LAE | LAE         |  | 2,86 %  | 2,86 %         |
| Volební účast: 56,57 % voličů Žádná jiná strana nepřekročila ani procento hlasů. Zdroj: Řecké ministerstvo vnitra. |             |  |         |                |

### Základní data
|                          | SYRIZA         | ND                  | XA                     | PASOK- DIMAR   | KKE                  | Potami              | ANEL           | EK                | LAE                  |
| ------------------------ | -------------- | ------------------- | ---------------------- | -------------- | -------------------- | ------------------- | -------------- | ----------------- | -------------------- |
| Volební lídr             | Alexis Tsipras | Vangelis Meimarakis | Nikolaos Michaloliakos | Fofi Gennimata | Dimitris Koutsoumpas | Stavros Theodorakis | Panos Kammenos | Vassilis Leventis | Panagiotis Lafazanis |
|                          | Alexis Tsipras | Vangelis Meimarakis | Nikolaos Michaloliakos | Fofi Gennimata | Dimitris Koutsoumpas | Stavros Theodorakis | Panos Kammenos | Vassilis Leventis | Panajotis Lafazanis  |
| Počet hlasů              | 1 925 904      | 1 526 205           | 379 581                | 341 390        | 301 632              | 222 166             | 200 423        | 186 457           | 155 242              |
| Počet procent            | 35,46 %        | 28,10 %             | 6,99 %                 | 6,28 %         | 5,55 %               | 4,09 %              | 3,69 %         | 3,43 %            | 2,86 %               |
| Počet mandátů            | 145            | 75                  | 18                     | 17             | 15                   | 11                  | 10             | 9                 | 0                    |
| Předchozí volby (1/2015) | 36,34 % (149)  | 27,81 % (76)        | 6,28 % (17)            | 4,68 % (13)    | 5,47 % (15)          | 6,05 % (17)         | 4,75 % (13)    | 1,79 % (0)        | Neúčastnili se       |

## Povolební situace
První zprávy odhadovaly, že se Tsipras znovu stane premiérem a pokusí se dohodnout koaliční vládu znovu s Nezávislými Řeky. Složení vlády se očekávalo v řádu hodin od oznámení výsledků voleb. K tomu také došlo a byla obnovena vláda na původním lednovém půdorysu. Ve vládě usedlo deset členů Syrizy, tři nezávislí a jeden za ANEL. Jen po dvanácti hodinách byl nucen rezignovat nový náměstek ministra dopravy Dimitris Kammenos (ANEL) za rasistické a antisemitské výroky na Twitteru.